# Choi Mi-Sun
Choi Mi-Sun (en coreano: 최미선; Gwangju, 1 de julio de 1996) es una deportista surcoreana que compitió en tiro con arco, en la modalidad de arco recurvo.
Participó en los Juegos Olímpicos de Río de Janeiro 2016, obteniendo una medalla de oro en la prueba por equipo. Ganó cinco medallas en el Campeonato Mundial de Tiro con Arco al Aire Libre entre los años 2015 y 2019.

## Palmarés internacional
| Juegos Olímpicos                 | Juegos Olímpicos                | Juegos Olímpicos  | Juegos Olímpicos |
| Año                              | Lugar                           | Medalla           | Prueba           |
| -------------------------------- | ------------------------------- | ----------------- | ---------------- |
| 2016                             | Río de Janeiro (Brasil)         | Medalla de oro    | Equipo           |
| Campeonato Mundial al Aire Libre |                                 |                   |                  |
| Año                              | Lugar                           | Medalla           | Prueba           |
| 2015                             | Copenhague (Dinamarca)          | Medalla de bronce | Individual       |
| 2015                             | Copenhague (Dinamarca)          | Medalla de bronce | Equipo           |
| 2017                             | Ciudad de México (México)       | Medalla de oro    | Equipo           |
| 2019                             | 's-Hertogenbosch (Países Bajos) | Medalla de plata  | Equipo           |
| 2019                             | 's-Hertogenbosch (Países Bajos) | Medalla de bronce | Individual       |